# Église Notre-Dame d'Albignac
L'église Notre-Dame est une église catholique située à Albignac, dans le département français de la Corrèze.

## Localisation
L'église est située dans le département français de la Corrèze, sur la commune d'Albignac.

## Historique
Le clocher a été classé et le reste de l'église a été inscrit au titre des monuments historiques le 29 février 1972.